# Upplands runinskrifter 468
Upplands runinskrifter 468 är en vikingatida runsten av blågrå stenart i Tibble, Vassunda socken och Knivsta kommun. Ristningen är en nonsensinskrift. U 468 är 1,29 meter hög och 0,55 meter bred.. Runstenen ska tidigare ha legat i grundmuren till ett hönshus eller dass, men flyttades 1922 eller 1923 till sitt nuvarande läge.

## Inskriften
Translitterering av runraden:
+ t-ua · ----- : (r)-... ...uis-titi · ilʀu : nuihli : ti-ʀ
Normalisering till runsvenska:
... ... ... ... ... ... ...
Översättning till nusvenska:
...